# Мадзанти, Никола
Нико́ла  Мадза́нти (итал. Nicola Mazzanti; род. 7 октября 1960, Прато, Тоскана, Италия) — итальянский флейтист-исполнитель и музыкальный педагог, активный пропагандист сольного исполнительства на флейте-пикколо.

## Биография
Родился в 1960 году  в Прато (Тоскана, Италия) в семье рабочих. В его образовании важную роль сыграло занятие музыкой и науками, но он решил полностью посвятить себя флейте. В 1982 году окончил Консерваторию им. Луиджи Керубини во Флоренции под руководством Серджо Джамби. Особенно знаменательной стала для него  встреча с Раймоном Гийо, вместе с которым он был дипломирован при окончании трёхлетнего курса, организованного Итальянской академией флейты в Риме. Кроме того он неоднократно проходил стажировку, курсы и мастер-классы у выдающихся солистов, таких, как Марио Анчиллотти, Орель Николе, Максанс Ларьё, Эммануэль Паю, Джеймс Голуэй. С последним его связывает многолетняя вдохновенная дружба и профессиональное сотрудничество. Также посещал два семинара Бартольда Кёйкена по интерпретации музыки Баха и Телемана.

Параллельно с образованием флейтиста изучал музыковедение, закончив в 1996 году с наивысшим количеством баллов факультет искусств, музыки и театра Болонского университета с дипломной работой по истории музыки.

С 1988 года – солист-пикколист оркестра «Флорентийский музыкальный май», его музыкальная деятельность получила признание таких дирижёров, как Зубин Мета, Клаудио Аббадо, Семён Бычков, Леонард Слаткин, Эдуардо Мата, Джеймс Конлон и многие другие. Ранее сотрудничал с многочисленными крупными национальными оркестрами, среди которых Миланский RAI, пармский  ATER, флорентийский ADIMOS, Интернациональный оркестр Италии. Уже пройдя финальный отбор в Европейский молодёжный оркестр (E.C.Y.O), вошёл в 1984 году в состав Итальянского молодёжного оркестра. С 1992 по 1996 год был первым флейтистом симфонического оркестра «Акронос» в Прато.

Ведёт активную сольную и ансамблевую деятельность как исполнитель на флейте и  флейте-пикколо в Италии и за рубежом. Многие композиторы посвятили ему произведения для флейты-пикколо и фортепиано, а также концерты с оркестром. С его именем связаны многочисленные мировые премьеры музыкальных произведений. В качестве солиста играл с такими оркестрами, как миланский  «I pomeriggi musicali», Мальтийский филармонический оркестр , Симфонический оркестр Флоренции, оркестр «Акронос» города Прато.
Убеждённый пропагандист флейты-пикколо как выразительного сольного инструмента, регулярно приглашается на самые престижные международные форумы флейтистов – симпозиумы, фестивали. Проводил мастер-классы в странах Европы (Италия, Швейцария, Словения, Сербия, Бельгия и др.), в США и Японии.

Профессор по классу флейты-пикколо в Высшей школе музыки в Люцерне (Швейцария), в Консерватории итальянской Швейцарии в Лугано и Консерватории им. Джузеппе Верди в Милане. С 2001 года регулярно проводит в Риме и Флоренции вызывающие большой интерес среди флейтистов годовые курсы по  флейте-пикколо.

Является авторитетным экспертом по качеству флейт-пикколо , чьё имя используют признанные производители инструментов (Nagahara , Powell , Straubinger ) как показатель качества своей продукции (малых флейт). , , 

## Публикации
В 2014 году в США издательской компанией «Theodore Presser» была выпущена в свет его работа «Mazzanti Method» , методическое пособие по флейте-пикколо, содержащее множество практических рекомендаций по игре на инструменте и получившее большой резонанс среди флейтистов. 

Регулярно публикует статьи в ежеквартальном журнале «Сиринкс» Итальянской академии флейты, где ведёт колонку, посвящённую вопросам исполнительства на флейте-пикколо.

## Дискография
Записал несколько дисков, целиком посвящённых оригинальному репертуару для флейты-пикколо c фортепиано и с оркестром.
- A night with the piccolo 2005 ,

Никола Мадзанти (флейта-пикколо) – Джованни Верона (фортепиано)
- Movin' in the movies 2005

Никола Мадзанти (флейта-пикколо) и трио "Нино Рота": Антонио Павани (альт), Алессандро Кавикки (фортепиано), Альберто Бочини (контрабас)
- The Crazy Acrobat 2006

Никола Мадзанти (флейта-пикколо) – Джованни Верона (фортепиано)
- Raffaele Bellafronte. Concerti 2012
- Vientos y Cuerdas 2013
- Signature

Никола Мадзанти (флейта-пикколо) – Джованни Верона (фортепиано)
- Piccolo Flowers 2016

Никола Мадзанти (флейта-пикколо) – Фердинандо Муссутто (фортепиано)
- Piccolo Concertos 2016

Солисты – Никола Мадзанти и Алессандро Визинтини,  Гайдн-оркестр Больцано и Тренто, дирижёр – Марко Анджус